# 안토니오 피에르페데리치

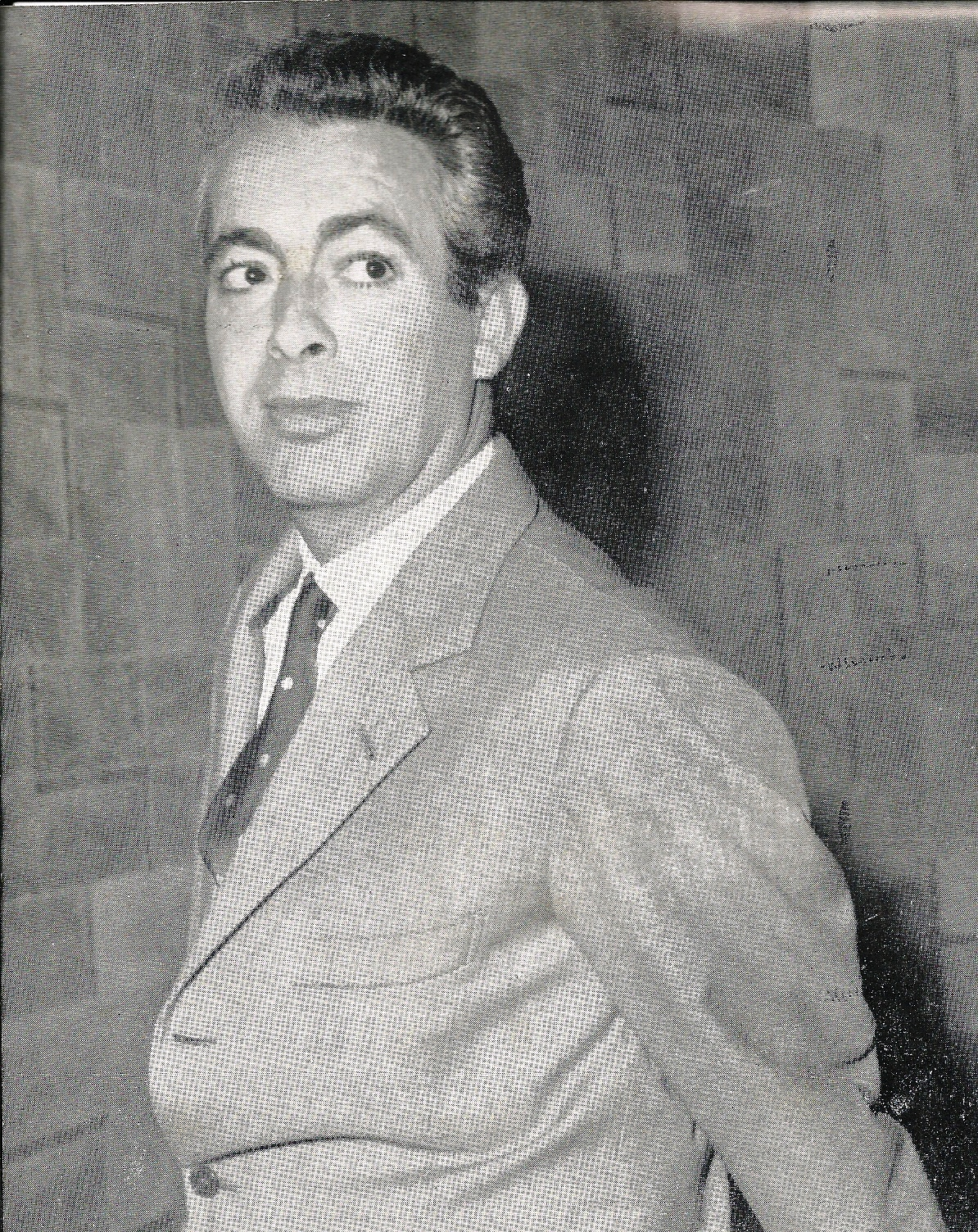

안토니오 피에르페데리치(Antonio Pierfederici, 1919년 3월 18일 ~ 1999년 1월 6일)는 이탈리아의 배우, 텔레비전 배우이다.
로마에서 사망하였다.

## 영화
- 오델로 (1986년)
- 로미오와 줄리엣 (1968년)
- 바니나 바니니 (1961년)
- 토토, 펩피노 앤 라 돌체 비타 (1961년)
- 사탄의 가면 (1960년)
- 폼페이 최후일 (1950년)